# Aakpalpmot
De aakpalpmot (Altenia scriptella) is een nachtvlinder uit de familie Gelechiidae, de tastermotten.
De waardplant van de aakpalpmot is de Spaanse aak. De larven leven in het gevouwen blad van deze boom.

## Externe link

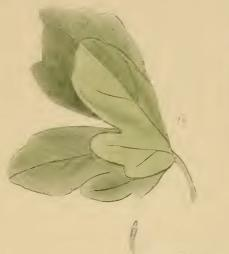
Larve, hangend aan een gevouwen blad
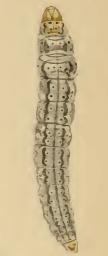
Larve